# 북경, 내 사랑
《북경, 내 사랑》은 2004년 5월 10일부터 2004년 7월 13일까지 방송된 KBS 2TV 월화 드라마이다.
본 드라마는 한·중 수교 10주년을 맞아 대한민국 KBS와 중국 CCTV가 야심차게 기획한 한·중 합작 드라마로 총 제작비 35억 원에 80% 이상이 중국 현지 로케로 촬영하였다.

## 줄거리
한국전자 회장 외동아들 나민국은 몸은 어른이지만 자신의 삶에 책임질 줄 모르는 건달이다. 사업에 바빠서 가정을 돌보지 못한 어머니의 죽음 이후 새 어머니 고 여사와 같이 사는 아버지에 대한 반항심 때문이다. 민국의 아버지 나 회장은 아들이 중국 베이징에서 혼자의 힘으로 살도록 하는데...

## 제작진

### 제작
- 김창만

### 극본
- 김균태

### 연출
- 이교욱
- 김원용

## 등장 인물
- 나민국 (김재원)
- 나민국 아역 (곽정욱)
- 양설 (쑨페이페이(孙菲菲))
- 정연숙 (한채영)
- 나회장 (임동진)
- 장동 (곽효동, 궈샤오둥(郭晓冬))
- 장봉수 (이얼)
- 리영희 (김지영)
- 김태용 (김현성)
- 노완성 (천정명)
- 왕사랑 (왕지혜)
- 서일도 (안석환)
- 길수 (윤용현)
- 임삼숙 (장문정)
- 고여사 (김청)
- 황회장 (신구)
- 박비서 (이효정)
- 전사장 (전양자)
- 장나라 (이세영)ㅡ아역 장봉수딸
- 지사장 (정원중)
- 오상무 (김호영)
- 강백 (궈쉬이郭旭)
- 양설모 (가우람,자위이란贾雨岚)
- 양설부 (储智博)
- (김정화)
- (장철림张铁林)
- (유위刘威)
- (이정李丁)
- 김하은
- 고규필
- 나경민
- 지현우
- 양주호
- 김이지
- 김지헌
- 김수연
- 백소미
- 이지훈
- 이한위

## 참고 사항
- 당초 2003년 하반기 방영작으로 가닥을 잡았다가 그 해 봄에 있었던 중증급성호흡기증후군(SARS, 사스) 등 팬데믹(범유행) 확산 문제 때문에 제작이 무기한 연기됐고 이 과정에서 고수, 김정화 등 원래 주연급으로 내정된 연기자들이 교체되는 어려움을 겪었다.[1]
- 만약 예정대로 방송되었으면 제작사 대표(김창만) 아버지 김재형이 연출을 맡은 프로그램인 SBS 월화 드라마 《왕의 여자》와 경쟁할 뻔했다.[2]
- 프로그램 기획서에 방영 전에 미리 제작하는 사전 제작 방식을 채택했으며 2004년 5월부터 2004년 7월까지 방영되었다.
- 하지만 작품의 개연성과 완성도를 떨어뜨린 어설픈 기획 등으로 시청률이 다른 방송사보다 기대에 미치지 못했다.[3]